# Вербальне мислення
Вербальне мислення — мислення, що оперує поняттями, закріпленими в словах, думками, висновками, аналізує і узагальнює, будує гіпотези і теорії.
Вербальне мислення протікає у формах, сталих в мові, тобто здійснюється в процесах внутрішньої або (при «роздумі вголос») зовнішньої мови. Можна сказати, що мова певним чином організовує знання людини про світ, розчленовує і закріплює ці знання і передає їх подальшим поколінням.
Понятійне мислення може спиратися і на вторинні, штучні мови, на побудовані людиною спеціальні системи спілкування. Наприклад, математик або фізик оперує поняттями, закріпленими в умовних символах, мислить не словами, а формулами і за допомогою формул здобуває нове знання.